# Shawky Gharib
Pour les articles homonymes, voir Gharib.
Shawky Gharib Bayoumi (arabe : شوقي غريب بيومي) (né le 26 février 1959 à El-Mahalla El-Koubra  en Égypte) est un footballeur international égyptien, qui évoluait au poste de milieu de terrain reconverti entraîneur.

## Biographie

### Carrière de joueur
En tant que joueur, il participe à quatre CAN, il faisait notamment partie de l'équipe qui remporta la CAN 1986. Il évolua également avec l'Égypte lors des Jeux olympiques d'été de 1984.

### Carrière d'entraîneur
Devenu entraîneur, il dirigea différents clubs dont Ismaily SC. Par la suite il deviendra l’assistant de la sélection égyptienne de 2004 à 2011, avec laquelle il remportera trois CAN.
Gharib est l’entraîneur de l'Égypte -20 durant la Coupe du monde des moins de 20 ans 2001, il finit à la troisième place, un exploit rare pour une équipe africaine.
Il prend en main les commandes de l'équipe nationale en 2013, en remplacement de Bob Bradley.
Quelques heures après, il déclare : « Je promets à tous que je construirai une grande équipe, je m’engage à construire une nouvelle équipe qui honorera le football égyptien », « Je jure devant Dieu que mes ambitions sont illimitées. Je sais c’est un fardeau énorme mais je suis là pour ça et je donnerai le meilleur de moi même. »
Il est officiellement licencié de son poste le 21 novembre 2014, après avoir échoué à qualifier son pays pour la Coupe d'Afrique des nations 2015.